# Sestino
Sestino is een gemeente in de Italiaanse provincie Arezzo (regio Toscane) en telt 1506 inwoners (31-08-2008). De oppervlakte bedraagt 80,46 km², de bevolkingsdichtheid is 18,71 inwoners per km².
De volgende frazioni maken deel uit van de gemeente: Calbuffa, Casale, Case Barboni, Colcellalto, Lucemburgo, Martigliano, Monteromano, Monterone, Motolano, Palazzi, Ponte Presale, Petrella Massana, Presciano, San Donato, Valdiceci di Sopra, Ville di Sopra.

## Demografie
Sestino telt ongeveer 594 huishoudens. Het aantal inwoners daalde in de periode 1991-2001 met 4,7% volgens cijfers uit de tienjaarlijkse volkstellingen van ISTAT.
| Jaar | Inwoneraantal |
| ---- | ------------- |
| 1991 | 1525          |
| 2001 | 1454          |

## Geografie
De gemeente ligt op ongeveer 496 m boven zeeniveau.
Sestino grenst aan de volgende gemeenten: Badia Tedalda, Belforte all'Isauro (PU), Borgo Pace (PU), Carpegna (PU), Casteldelci (PU), Mercatello sul Metauro (PU), Pennabilli (PU), Piandimeleto (PU).
Anghiari · Arezzo · Badia Tedalda · Bibbiena · Bucine · Capolona · Caprese Michelangelo · Castel Focognano · Castel San Niccolò · Castelfranco Piandiscò · Castiglion Fibocchi · Castiglion Fiorentino · Cavriglia · Chitignano · Chiusi della Verna · Civitella in Val di Chiana · Cortona · Foiano della Chiana · Laterina · Loro Ciuffenna · Lucignano · Marciano della Chiana · Monte San Savino · Montemignaio · Monterchi · Montevarchi · Ortignano Raggiolo · Pergine Valdarno · Pieve Santo Stefano · Poppi · Pratovecchio Stia · San Giovanni Valdarno · Sansepolcro · Sestino · Subbiano · Talla · Terranuova Bracciolini
1. ↑  https://demo.istat.it/?l=it.